# Trichanthera
- Commons
- Wikispecies

Trichanthera Kunth,1818, segundo o Sistema APG II, é um gênero botânico da família Acanthaceae, encontrado na América

## Espécies
As principais espécies são:
- Trichanthera corymbosa
- Trichanthera gigantea
- Trichanthera modesta